# Synanthedon martjanovi
Synanthedon martjanovi is een vlinder uit de familie wespvlinders (Sesiidae), onderfamilie Sesiinae.
Synanthedon martjanovi is voor het eerst wetenschappelijk beschreven door Sheljuzhko in 1918. De soort komt voor in het Palearctisch gebied.